# Tommaso Moncada
Tommaso Moncada La Rocca (Messina, 22 maggio 1710 – Messina, 10 ottobre 1762) è stato un nobile e patriarca cattolico italiano.

## Biografia
Appartenente a illustre e nobile casato siciliano, nacque a Messina il 22 maggio 1710 da Giacomo, III principe di Calvaruso, e da Anna La Rocca Di Giovanni dei Principi di Alcontres, di cui era ultimogenito di sei figli.
Intraprese la vita religiosa ed entrò a far parte dell'ordine dei domenicani. Il 23 settembre 1743 papa Benedetto XIV lo nominò arcivescovo metropolita di Messina; ricevette l'ordinazione episcopale il 1º marzo dell'anno seguente da Francesco Maria Miceli, vescovo di Lipari.
Nel 1745 fece stampare in lingua siciliana l'opera Compendio della dottrina cristiana stampato a Milano nel 1729. Il 20 settembre 1751, lo stesso papa lo nominò patriarca titolare di Gerusalemme dei Latini; ricoprì tale incarico fino alla morte contemporaneamente a quello di capo della diocesi zancleana. Secondo alcune fonti, il Moncada fu filogiansenista.
Morì il 10 ottobre 1762, all'età di 52 anni, e fu sepolto nel duomo di Messina.

## Genealogia episcopale
La genealogia episcopale è:
- Cardinale Scipione Rebiba
- Cardinale Giulio Antonio Santori
- Cardinale Girolamo Bernerio, O.P.
- Arcivescovo Galeazzo Sanvitale
- Cardinale Ludovico Ludovisi
- Cardinale Luigi Caetani
- Cardinale Ulderico Carpegna
- Cardinale Paluzzo Paluzzi Altieri degli Albertoni
- Papa Benedetto XIII
- Arcivescovo Domingo Polou
- Vescovo Francesco Maria Miceli
- Patriarca Tommaso Moncada, O.P.